# HMAS Stirling

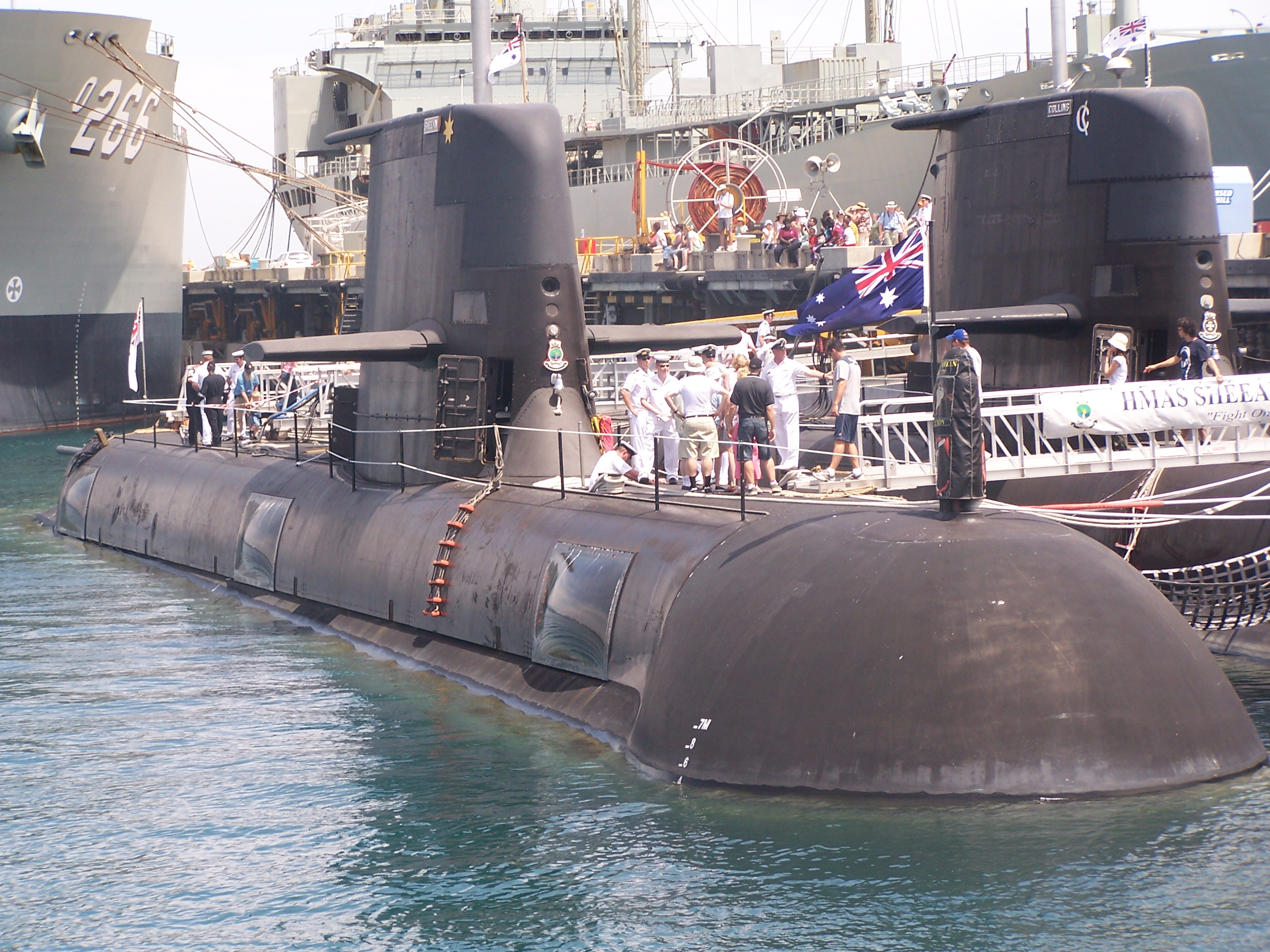
HMAS "Sheenan" (z przodu po lewej), HMAS "Collins" (z przodu po prawej), HMAS "Sirius" (z tyłu po lewej) i ex-HMAS "Westralia" w bazie HMAS "Stirling" w 2006

HMAS Stirling - baza marynarki wojennej należąca do Royal Australian Navy znajdująca się na Garden Island w pobliżu Perth.  Baza ma własne lotnisko (YGAD). Baza została założona w 1969, została nazwana na cześć Jamesa Stirlinga, który wylądował na Garden Island w 1827, a w późniejszym czasie był założycielem kolonii Swan River Collony i pierwszym gubernatorem Australii Zachodniej.
Baza zajmuje około 30% powierzchni wyspy, na pozostałej części powstał obszar chroniony dla przyrody.
W HMAS "Stirling" stacjonują między innymi wszystkie australijskie okręty podwodne typu Collins.